# St.-Ursula-Gymnasium (Arnsberg)
Das St.-Ursula-Gymnasium ist ein privates, staatlich anerkanntes Gymnasium im Stadtkern von Neheim. Träger ist seit 1991 das Erzbistum Paderborn. Ein Jahr nach der Gründung konnte 1920 der reguläre Unterricht von Schwestern des St.-Ursula-Stifts Werl begonnen werden. Seit 1987 nimmt das ehemalige Lyzeum auch Jungen auf.

## Geschichte
Vor Gründung des Lyzeums existierte in Neheim zwischen 1879 und 1905 bereits eine höhere Mädchenschule mit dem Namen „Töchterschule“. Für die Errichtung einer städtischen höheren Mädchenschule reichten die Finanzen nicht. Am 17. Februar 1919 konstituierte sich ein „Töchterschulverein“ zu Gunsten der geplanten „höheren Mädchenschule“, um ein katholisches Lyzeum in Neheim zu errichten. Die Schwesterngemeinschaft der Werler Ursulinen war bereit, die Schule zu übernehmen.
Am 22. April 1920 konnte der Unterricht in einem Gebäude in der Friedensstraße aufgenommen werden.
Bereits 1921 zog das Lyzeum in die ehemalige „Rektoratsschule“ auf dem Engelbertplatz ein. 1929 erfolgen Grundsteinlegung und Richtfest eines neuen Gebäudes an der Engelbertstraße. 1941 wurde die Schule geschlossen und in ein Lazarett umgewandelt. 1946 gab die Stadt Neheim den Ursulinen die „Oberschule für Mädchen“ wieder zurück.
Der Ausbau des St.-Ursula-Lyzeums, das damals den Status eines neusprachlichen Progymnasiums besaß, zum regulären Gymnasium erfolgte 1963. Das erste Abitur konnte 1966 verliehen werden.
Der „Verein der Freunde und Förderer“ gründete sich 1961 mit der Aufgabe einer ideellen und materiellen Unterstützung.
Eine Erweiterung erfuhr das alte Hauptgebäude 1973 mit einem moderneren Anbau, und 1982 konnten Fachräume für Biologie, Chemie, Physik und Kunst sowie eine neue Turnhalle bezogen werden. 1987 wurde die Koedukation eingeführt.
Mit dem Schuljahr 1991/92 übernahm das Erzbistum Paderborn die Trägerschaft. Von 1997 bis 1999 wurde die Schule grundlegend umgebaut und ein neues Lehrerzimmer, neue Musikräume und eine erweiterte Eingangshalle als Forum geschaffen. Auch die Kapelle wurde den Erfordernissen des Schullebens angepasst und neu strukturiert. Die alte Turnhalle wurde abgerissen und als Zweifachhalle neu errichtet. 2008 kam eine Cafeteria hinzu, der Schulhof wurde neu gestaltet und 2011 ein „grünes Klassenzimmer“ für Veranstaltungen im Freien angelegt.

## Schulisches Selbstverständnis
Seine wesenseigene Aufgabe sieht dieses katholische Gymnasium darin, Schülerinnen und Schülern einen Lebensraum zu schaffen, der den Geist der Freiheit und der Liebe des Evangeliums lebendig hält. Der junge Mensch soll seine Persönlichkeit entfalten und sich angemessen und zeitgemäß mit der Botschaft Christi auseinandersetzen.
Prägend in der Begegnung sind die Leitsätze ursulinischer Erziehungsarbeit. Der Unterricht soll die Vermittlung von Kenntnissen und Fertigkeiten ermöglichen, die den Schülerinnen und Schülern helfen, ihre Welt besser zu verstehen und Zusammenhänge zu erkennen. Die Begegnung in der Schulgemeinde in Respekt und Offenheit, die den anderen in seiner Individualität ernst nimmt, entspricht dem Leitbild katholischer Schulen in Trägerschaft des Erzbistums Paderborn.
Dazu gehören Toleranz und Achtung vor der Meinung des anderen wie auch Offenheit und Mut zur kritischen Reflexion der Gesellschaft. Weiterhin werden die Sensibilisierung für Wertfragen und -orientierungen sowie der Aufbau von Urteilsfähigkeit in den Mittelpunkt gerückt. Daraus soll ein persönliches Engagement für ein gerechtes Miteinander in der Achtung vor dem Mitmenschen entstehen. Die Schule strebt mit den genannten Grundsätzen eine ganzheitliche Bildung an.